# Piekna nitens
Piekna nitens är en stekelart som beskrevs av Boucek 1988. Piekna nitens ingår i släktet Piekna och familjen finglanssteklar.
Artens utbredningsområde är Papua Nya Guinea. Inga underarter finns listade i Catalogue of Life.